# Puutikkosaari
Puutikkosaari är en ö i Finland. Den ligger i sjön Vuokalanjärvi och i kommunen Nyslott i  landskapet Södra Savolax, i den sydöstra delen av landet, 300 km nordost om huvudstaden Helsingfors. Öns area är 1,9 hektar och dess största längd är 280 meter i öst-västlig riktning.